# 看護 (教科)
「看護」（かんご）は、産業としての看護の各分野に関する知識と技術を習得させることなどを目的とする教科。後期中等教育（高等学校、中等教育学校の後期課程、特別支援学校(かつての盲学校・聾学校・養護学校)の高等部）における専門教育に関する各教科（専門教科）の1つである。
教科「看護」は、看護に関する学部や学科（看護学科、衛生看護科）や、総合学科などで主に開講・学習される。
教科「看護」に属する科目の数は6にのぼり、そのいくつかと普通教科を組み合わせて教育課程を編成することで、主に専門学科や総合学科においては、学科の特色が活きるように配慮されている。

## 科目
- 「看護に関する学科」における「原則履修科目」（2科目）
  - 「基礎看護」
  - 「看護臨床演習」
- 「看護に関する学科」における「共通的な基礎科目」（1科目）
  - 「看護情報処理」
- 「看護に関する学科」における「選択的な基礎科目」（3科目）
  - 「看護基礎医学」
  - 「成人・老人看護」
  - 「母子看護」

## 看護に関する学科
看護に関する学科（かんごにかんするがっか）は、高等学校設置基準（平成16年文部科学省令第20号）に規定されている専門教育を主とする学科の1つ。専門教科「看護」に属する科目のうち「基礎看護」及び「看護臨床実習」が、高等学校学習指導要領（平成11年文部省告示第58号）により原則履修科目として指定されている。

### 学科例
「看護に関する学科」の例としては次のようなものがある。
- 看護科 - 看護専攻科との5年一貫教育で看護師を養成する。3年次で卒業して進学することも可能だが、准看護師の資格は取れない。看護大学や社会福祉学部などに進学する者もいる。
  - 看護専攻科 - 看護科の上位2年制課程で、本科卒業者の進学しか認められていない。
- 衛生看護科[1] - 准看護師を養成する。さらに看護学校や高等学校専攻科などで2年間学ぶことで看護師の受験資格を得ることができる。

### 履修科目例
「看護に関する学科」において履修する科目の例としては次のようなものがある。
- 看護系（看護科など）
  - 「看護臨床実習」
  - 「基礎看護」

### 設置状況
- 2002年（平成14年）厚生労働省は准看護師資格取得のための専門学科授業時数を1500時間から1890時間に増加させる改定を行った[2]。このことは准看護師養成停止へ向けての動きとも連動している。
- このため、衛生看護科を募集停止する全日制高校や准看護学校との技能連携制度で教育を行っていた定時制高校の衛生看護科の募集停止が相次ぎ、都立高校もなくなった。
- 一方で、2年制専攻科と一体で、5年間一貫教育を行う看護師養成課程の看護科への転換も多くなっている。